# Tongland
Tongland ist eine Ortschaft in der schottischen Council Area Dumfries and Galloway. Sie liegt rund drei Kilometer nordöstlich von Kirkcudbright am rechten Ufer des Dee.

## Geschichte
Vermutlich im 12. Jahrhundert wurde in Tongland mit der Tongland Abbey ein Prämonstratenserkloster eingerichtet. Ihr letzter Abt stürzte sich Überlieferungen zufolge vor den Augen König Jakob IV. in einem Versuch zu fliegen von den Zinnen Stirling Castles. Nach Aufgabe des Klosters entstand am Ort vermutlich im 17. Jahrhundert die alte Pfarrkirche Tonglands. Die heutige neogotische Tongland Parish Church wurde 1813 errichtet.
Auf dem Friedhof befindet sich das Mausoleum James Beaumont Neilsons, dem Erfinder der ersten Winderhitzer für Hochöfen. Zu Zeiten des Ersten Weltkriegs wurden in einem Werk in Tongland Flugzeugmotoren zu militärischen Zwecken hergestellt. In die Fabrikationshallen zog in den 1920er Jahren der Automobilhersteller Galloway Motors ein. 1936 wurde mit dem Wasserkraftwerk Tongland der Abschluss einer Reihe von Wasserkraftwerken entlang des Dee fertiggestellt. Zur Stromerzeugung wurde dieser nordöstlich der Ortschaft zum Tongland Loch aufgestaut.

## Verkehr
Mit der Old Tongland Bridge entstand um 1737 auf Höhe des heutigen Wasserkraftwerks eine Querung des Dee. Die heute genutzte Tongland Bridge wurde 1808 flussabwärts fertiggestellt. Sie führt die A711 (Ringford–Dumfries) über den Dee. Die überregionale Straße verläuft direkt durch Tongland. Sie bindet die Ortschaft in unmittelbarer Umgebung an die A75, die A755 sowie die A762 an.